# Pascal Touron
Pascal André Jean Touron (ur. 22 maja 1973) – francuski wioślarz. Dwukrotny medalista olimpijski.
Brał udział w dwóch igrzyskach olimpijskich (IO 00, IO 04), na obu zdobywając medale w dwójce podwójnej wagi lekkiej. W 2000 zajął trzecie miejsce, partnerował mu Thibaud Chapelle. Cztery lata później, wspólnie z Frédérikiem Dufourem był drugi. Na mistrzostwach świata zdobył dwa medale, złoto w ósemce wagi lekkiej w 2001 i brąz w czwórce wagi lekkiej w 1996.